# Höntrup

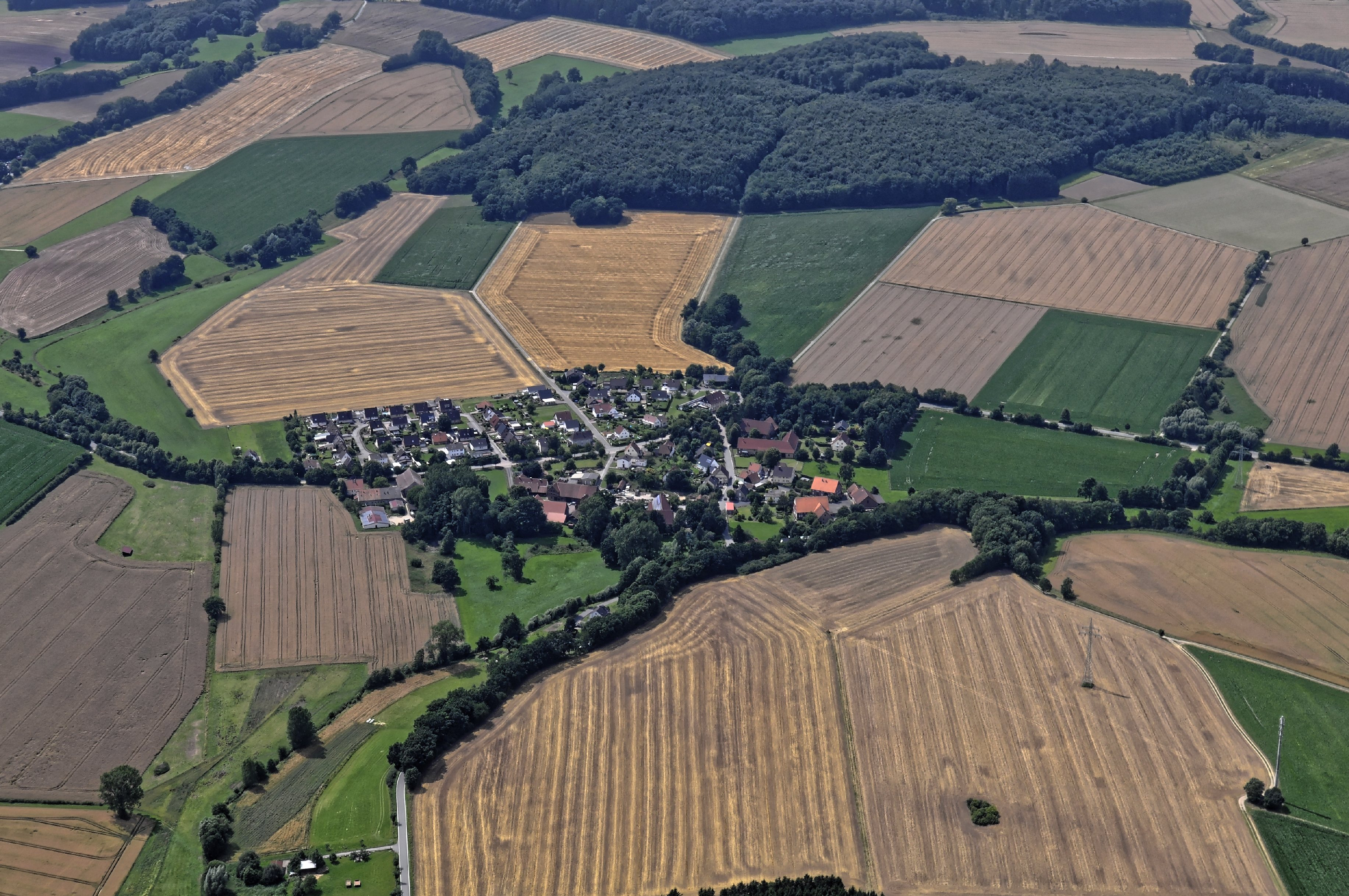
Höntrup von oben

Höntrup ist seit 1970 eine von 19 Ortschaften der Stadt Blomberg im Kreis Lippe in Nordrhein-Westfalen. Höntrup liegt etwa vier Kilometer südwestlich des Blomberger Stadtzentrums. In Höntrup gibt es auf 2,3 km² Fläche 213 Einwohner, das entspricht einer Bevölkerungsdichte von 93 Einwohnern/km². Der derzeitige Ortsvorsteher ist Ernst-Wilhelm Beckmeier (Stand: 14. Juni 2021).
In Höntrup gibt es nur noch einen landwirtschaftlichen Vollerwerbsbetrieb. Zur Infrastruktur gehören u. a. eine Gaststätte, ein Landschaftsgartenbaubetrieb, eine Schlosserei und Schmiede, ein Friedhof und ein Dorfplatz.  An Vereinen und Gruppen in Höntrup gibt es die Dorfgemeinschaft mit Tanzgruppe und Seniorenclub. Einmal im Jahr findet in Höntrup ein kleiner Weihnachtsmarkt (Glühweintrinken) statt. Früher besaß Höntrup einen kleinen Laden und eine Mühle am Königsbach. Seit 1901 gibt es die Gaststätte Alter Krug. Davor befand sich die Dorfkneipe im Haus Nr. 7 in der Wellentruper Straße. Später wurden die Häuser an dieser Straße neu nummeriert.

## Geschichte
In alten Urkunden aus den Jahren 1270, 1272 und 1274 wird Höntrup erstmals als "Hodinctorpe" erwähnt. Auf dem Gedenkstein am Dorfplatz steht die Jahreszahl 1272, die heute als Gründungsdatum gilt. Demzufolge wurde 1997 das 725-jährige Jubiläum des Dorfes gefeiert. Außerdem ist in alten Dokumenten aus dem 13. Jahrhundert die Ansiedlung dreier Personen aufgeführt, nämlich für Johannes, Burchard und Hildebrandus de Hodinctorpe.
Am 1. Januar 1970 wurde Höntrup mit dem Gesetz zur Neugliederung des Kreises Detmold Teil der Stadt Blomberg.